# Reviews of Geophysics
Reviews of Geophysics est une revue scientifique trimestrielle à comité de lecture publiée par Wiley-Blackwell pour l'Union américaine de géophysique. Le rédacteur en chef actuel est Fabio Florindo, de l'Institut national de géophysique et de volcanologie (Italie).

## Histoire
La revue a été créée en février 1963. Entre février 1970 et novembre 1984, elle s'appelait Reviews of Geophysics and Space Physics dû à un fort penchant vers l'étude de la physique spatiale parallèlement à la géophysique. Avec le temps, la gamme de sujets géophysiques a pris le devant et le titre est revenu finalement Reviews of Geophysics en 1984.
Au fil des années, sa fréquence a varié. Elle fut trimestrielle de 1970 à 1974, cinq par an en 1975, à nouveau trimestrielle de 1976 à 1978, huit numéros en 1979, trimestrielle de 1980 à 1982, et enfin huit numéros en 1983, avant de redevenir trimestrielle depuis 1984.

## Objectifs
En tant que publication de synthèse sur invitation uniquement, Reviews of Geophysics fournit un aperçu de la recherche en géophysique. La revue intègre les synthèses d’enquêtes scientifiques antérieures et des domaines de recherche actifs. Les critères de sélection sont très précis et environ 70 % des soumissions sont refusées sans être soumises à évaluation.
Une analyse critique des progrès et de l’orientation de la géophysique est fournie. La couverture thématique comprend la géophysique de la Terre, l'étude de la cryosphère, la physique de l'atmosphère, la météorologie et l'océanographie, ainsi que la physique du système solaire et ses processus. Par exemple, la couverture comprend des processus qui tendent à préoccuper le public, tels que les taux de précipitations, les tendances dans les pêcheries, les probabilités de tremblements de terre et les potentiels d'éruption volcanique.

## Articles notables
- (en) G. L. Mellor et T. Yamada, « Development of a turbulence closure-model for geophysical fluid problems », Reviews of Geophysics, vol. 20, no 4,‎ 1982, p. 851–875 (DOI 10.1029/RG020i004p00851, Bibcode 1982RvGSP.. 20.. 851M).
- (en) Tom G. Farr, Paul A. Rosen, Edward Caro et al., « The shuttle radar topography mission. », Reviews of Geophysics,‎ 2007 (DOI 10.1029/2005RG000183).
- (en) Stuart Ross Taylor et Scott M. McLennan, « The geochemical evolution of the continental crust. », Reviews of Geophysics,‎ 1995 (DOI 10.1029/95RG00262).

## Résumé et indexation
La revue est résumée et indexée dans :
- Science Citation Index Expanded
- Current Contents/Physical, Chemical & Earth Sciences
- Chemical Abstracts
- Inspec
- Energy Citations Database (en)
- Compendex
- Embase
- GeoRef
- GEOBASE
- International Aerospace Abstracts (en)
- Mathematical Reviews
- SPIN (en)
- Scopus
- PubMed

Selon le Journal Citation Reports, la revue a un facteur d'impact de 22 000 en 2020.